# Kugelblitz (astrofísica)
En la física teórica, un kugelblitz (en alemán: 'rayo globular') es una concentración de energía tan intensa que forma un horizonte de sucesos quedando encerrada en sí misma: de acuerdo con la relatividad general, si concentramos la suficiente radiación en una región determinada, la concentración de energía puede deformar el espacio-tiempo lo suficiente como para crear un agujero negro (aunque en este caso se trataría de un agujero negro cuya masa-energía original habría sido en forma de radiación en lugar de en forma de materia).
De acuerdo con la teoría de la relatividad general de Einstein, una vez que un horizonte de sucesos se ha formado, el tipo de masa-energía que lo creó ya no tiene importancia.
La referencia a la idea del kugelblitz más conocida es, probablemente, el artículo de John Archibald Wheeler en 1955 Geons, que explora la idea de la creación de partículas (o modelos de juguete de partículas) a partir de la curvatura del espacio-tiempo. El artículo de Wheeler sobre los geones también introduce la idea de que las líneas de carga eléctrica atrapada en la garganta de un agujero de gusano podrían utilizarse para modelar las propiedades de un par de partículas cargado.
Un kugelblitz es un elemento importante en la novela de Frederik Pohl El encuentro y de la trama de la tercera temporada de la serie de televisión estadounidense de superheroes The Umbrella Academy.